# N / bias
『N / bias』（ノンバイアス）は中島健人のソロデビューアルバム。2024年12月25日にソニー・ミュージックエンタテインメントからリリースされ、同日から『N / bias（Special Edition）』としてダウンロード&ストリーミング配信もスタートした。

## 概要
すべてのバイアス（偏り）を取り払って新たな中島健人を見てほしいという思いを込め、自らの体験や感情にフォーカスを当て、人間としての殻を破ることをコンセプトに制作された1stアルバム。楽曲は悲しみと怒りが入り混じる絶望から始まりつつも、1人の人間として未来への希望に向かっていく内容で構成された。タイトルの"N"は16年間キラキラとアイドルとして過ごしてきた面だけでない素の自分、NeoでNatural、そして中島を表しており、"bias"には「推し」という意味もあるため、アルバムタイトルは“N（中島）推し”という意味にもなる。中島が作詞や作曲など収録曲全てに携り、一つ一つ細部まで時間をかけて制作された。
初回限定盤A（豪華盤：パッケージ充実仕様・CD+BD/DVD+PHOTO BOOK）、初回限定盤B（豪華盤：映像充実仕様・CD+BD/DVD）、通常盤（楽曲充実盤・CDのみ）の3形態で発売され、10曲目はアルバムエンディングとして形態ごとに異なる楽曲が収録されている。これらは本作の制作過程で見つけ出された中島の3つの側面であるといい、初回限定盤AはHeartbeats（＝光）、初回限定盤BはNocturne（＝闇夜）、通常盤は迷夢（＝未知）で、その楽曲に沿ったテーマでジャケット写真も選定されている。
本作のリード曲「ピカレスク」は作詞を中島自身が手掛けたピカレスク小説をモチーフとした現代的なミクスチャートラックで、10月28日に先行配信された。歌詞には、今は賛否両論あったとしても、自分の本当の気持ちや奥底にある真実みたいなものをわかってほしいという思いが込められた。Masaki Watanabe（maxilla）が手掛けたMVは、冒険をしながら新しい人生と本当の自分を見つけるというメッセージが込められ、絵画をモチーフにしたり、炎と闇のコントラストで楽曲の持つ怒りや悲しみを視覚的に強調することでダークな世界観が演出されている。振付はKAITAが担当。時間をかけて作りたいという中島の願いが実現し、丸2日間かけて撮影された。11月26日にはパフォーマンス・ビデオも公開された。
11月3日の富士急ハイランドから12月1日の大宮アルシェまで全国8都市を1か月でわたる、本作のリリースを記念した全国各地のラジオ公開収録ツアーを敢行。事前応募制の公開収録（入場料無料）で、アルバム制作についてのトークや、未発表の新曲がオンエアされた。また、12月25日21時から中島健人Official YouTubeチャンネルにて「中島健人 1st アルバム『N / bias』リリース記念YouTubeライブ」が生配信され、Instagramおよび公式TikTokでも別アングルから同時配信された。
本作を引っ提げ、2025年1月17日から19日まで有明アリーナで初のワンマンライブ『KENTO NAKAJIMA 1st Live 2025 N / bias』が開催された。また、1stアルバムリリース記念SPイベントも2025年3月8日から全国5か所で開催された。

## 仕様・特典
先付け先着特典
- 「N / bias」オリジナルフォトカード：3種（形態別）

封入特典
- 初回限定盤A - 豪華上製本フォトブック（80ページ）、中島健人メッセージカード、Joker card、「N」Body Sticker
- 初回限定盤B、通常盤 - Joker card

この他、初回限定盤A・初回限定盤B・通常盤初回仕様にはリリース記念スペシャルイベントに応募できるシリアルナンバーが封入された。

### 中島健人 1stアルバム『N / bias』発売記念スペシャルイベント
日程
各日昼夜2回開催。
- 2025年3月8日 - 東京・Zepp Haneda
- 2025年3月22日 - 福岡・福岡国際会議場メインホール
- 2025年3月23日 - 札幌・Zepp Sapporo
- 2025年3月29日 - 愛知・Zepp Nagoya
- 2025年3月30日 - 大阪・堂島リバーフォーラム

## 収録内容
クレジット出典

### CD
1曲目 - 9曲目までは全形態共通。
1. N / o'clock
作詞：R. Tyler / 作曲：Andreas Ohrn、Atsushi Shimada / 編曲：Atsushi Shimada
2. ピカレスク
作詞：Kento Nakajima / 作曲：Nas1ra、PsyQs / 編曲：CHOKKAKU、PsyQs
本作のリード曲[16]。トラックにわずかな琴の音を入れることで、さりげなく和が演出されている[29]。
3. 黄昏てゆく夜に [Provided by tonun][30]
作詞・作曲：tonun / 編曲：Masayuki Iwata
4. Dance on the floor [Produced by DONGURIZU][30]
作詞・作曲・編曲：DONGURIZU
5. Scene29
作詞・作曲：Kento Nakajima / 編曲：muppi
中島が29歳のときに作詞作曲した楽曲[31]。
6. Unite
作詞：Kento Nakajima / 作曲：Justin Reinstein / 編曲：muppi
7. jealous
作詞：Kento Nakajima、R. Tyler / 作曲：Albin Nordqvist、Susumu Kawaguchi / 編曲：Makura、Susumu Kawaguchi
遠く離れた思い人への恋心や嫉妬心を、現代的ニュージャックスウィングテイストな音に乗せてメロディアスに歌った楽曲[14]。12月2日に先行配信がスタートし[14]、12月3日には黒柳勝喜が手掛けたMVも公開された[32]。
8. Raise Your Light
作詞：Mazik、MONJOE / 作曲・編曲：MONJOE、HÖMiE
9. Bye Bye Me [Produced by ☆Taku Takahashi (m-flo)][30]
作詞：JUN（Blue Vintage）、Satoru Kurihara （Jazzin'park） / 作曲・編曲：☆Taku Takahashi

#### 初回限定盤A
1. Heartbeats
作詞：R.Tyler / 作曲：Tommy Clint、Susumu Kawaguchi、Atsushi Shimada / 編曲：Makura
2. CANDY 〜Can U be my BABY〜（New Vocal Mix 2024）
作詞：Kento Nakajima / 作曲：Samuel Waermoe / 編曲：Ikuta Machine
中島が19歳のときに作詞した楽曲であり、「LOVE KENTY!」のコールでファンに愛される、ライブでのキラーチューン[33]。

#### 初回限定盤B
1. Nocturne
作詞：JUN（Blue Vintage） / 作曲：Sebastian Thott、Didrik Thott / 編曲：CHOKKAKU
2. ROSSO（English ver.）
作詞：Kento Nakajima / 作曲・編曲・英語詞：浪岡真太郎 (Penthouse）

#### 通常盤
1. 迷夢
作詞：Kento Nakajima / 作曲：Kento Nakajima、RAN、SAS / 編曲：SAS
日本テレビ『ぶらり途中下車の旅』1月テーマ曲[34]。
「めいむ」と読む[35]。喪失の中で微かな光を見つけて先へ進む、儚さと未知への希望を感じられるミディアムナンバー[35]。中島が深い森でシルエットを追いかけ、夢幻の世界で答えを求めてさまよう姿を描いたMVは、「ヒトゴト feat. Kento Nakajima」を監督したYERDが手掛けており、1月16日にYouTubeで公開された[35][36]。
2. THE CODE
作詞・作曲：Kento Nakajima / 編曲：MONJOE、Kento Nakajima
Huluオリジナル『コンコルディア/Concordia』チアリングソング[37]。
MVは映像作家の五十嵐洸平が手掛け[38]、12月25日に生配信された「中島健人 1st アルバム『N / bias』リリース記念YouTubeライブ」後にプレミア公開された[23]。舞台は美術館で、贋作から1つの真実が浮かび上がるストーリーになっており、中島はコレオグラファーのKAZtheFIREが振付を担当したダンスを披露している[38]。
3. ヒトゴト
作詞：Nas1ra、Kento Nakajima / 作曲：Nas1ra / 編曲：Makura
テレビ東京系ドラマ『しょせん他人事ですから 〜とある弁護士の本音の仕事〜』主題歌で、10月にHITOGOTOがリリースした「ヒトゴト feat. Kento Nakajima」のアルバムver.[14]。

### DVD/Blu-ray

#### 初回限定盤A
- 「ピカレスク」Music Video
- 「ピカレスク」Music Video MAKING SCENE

#### 初回限定盤B
85分超収録。
- 「jealous」 Music Video
- 「jealous」 Music Video MAKING SCENE
- N / bias RECORDING SCENE
- Special Bonus Movie-朝日を見に行こう-

## チャート成績
オリコンでは初週ダウンロード数2,096DLで2025年1月6日付「オリコン週間デジタルアルバムランキング」で首位を獲得。同日付「オリコン週間アルバムランキング」および「オリコン週間合算アルバムランキング」では初週売上50,490枚で第3位を記録した。